# Frankfurt-Bockenheim
Bockenheim (ⓘ) ist seit dem 1. April 1895 ein Stadtteil von Frankfurt am Main. Mit 45.491 Einwohnern war er am 31. Dezember 2024 der bevölkerungsreichste Stadtteil Frankfurts nach Sachsenhausen und Nordend. Bockenheim entwickelte sich um die Wende zum 20. Jahrhundert zu einem Gründerzeitviertel.

## Geografie

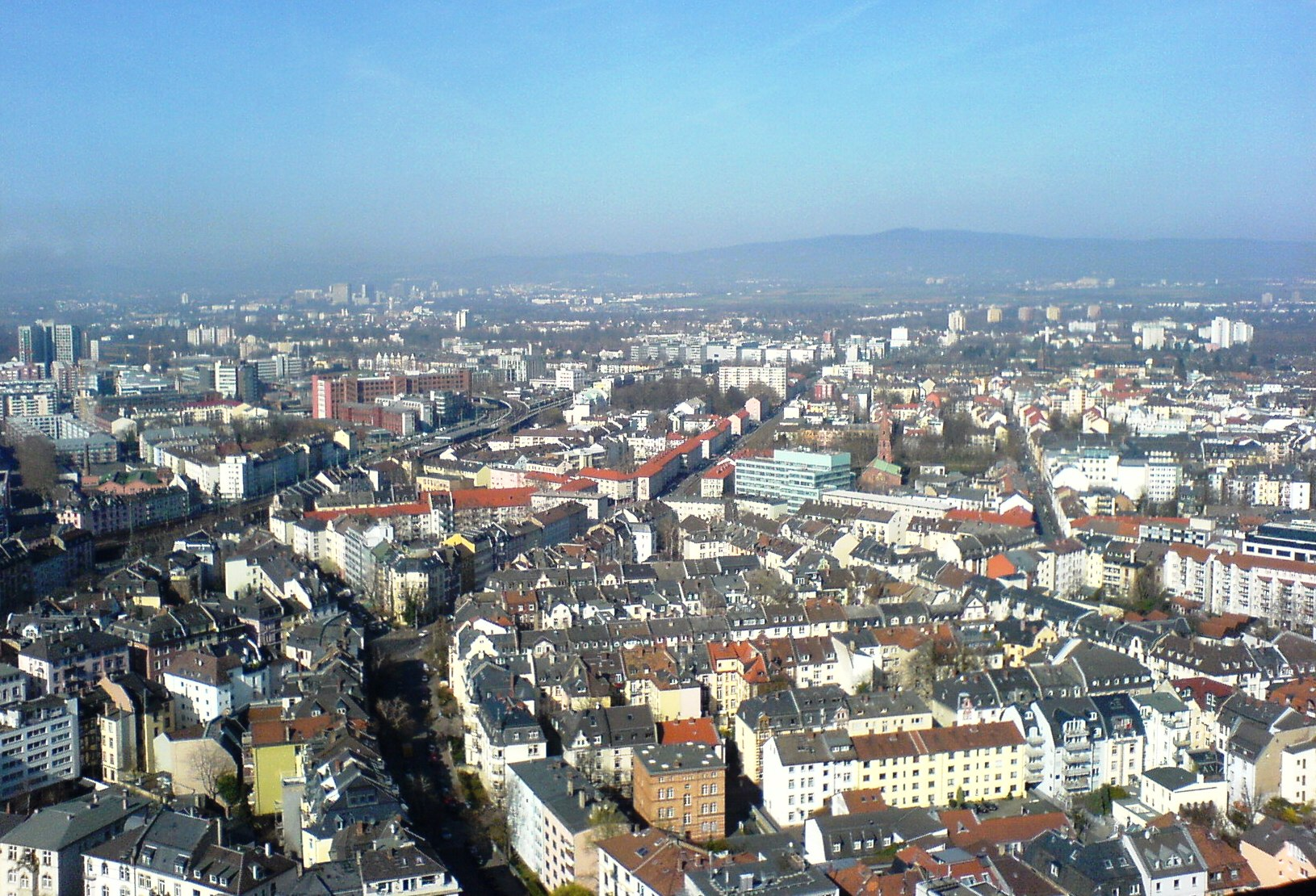
Blick vom 2014 gesprengten AfE-Turm (2007)

Das Zentrum Bockenheims liegt rund 3 km vom Zentrum der Innenstadt entfernt. Sowohl der geographische Mittelpunkt als auch der Flächenschwerpunkt Frankfurts befinden sich in Bockenheim. Bockenheim grenzt im Osten an das Westend, im Nordosten an Dornbusch, im Norden an Ginnheim und Hausen, im Westen an Rödelheim, im Südwesten an Griesheim und im Süden an das Gallus.
Bockenheim ist geprägt durch den angrenzenden, aber überwiegend im Westend gelegenen Campus Bockenheim der Johann Wolfgang Goethe-Universität Frankfurt am Main, die Messe Frankfurt im Süden des Stadtteils, die Gewerbegebiete Industriehof und City West im Nordwesten und eine weit gefächerte Infrastruktur von gastronomischen Angeboten und Einkaufsmöglichkeiten. Auch die jenseits der City West gelegene Kuhwaldsiedlung und das Neubaugebiet Rebstock gehören zu Bockenheim.
Der Stadtteil profitiert von seiner direkten Nähe zum Messegelände und dem Bankenviertel. Er entwickelte sich in den letzten zwanzig Jahren durch die City West zu einem weiteren großen Wirtschaftsstandort innerhalb von Frankfurt. Rund um den Campus Bockenheim der Johann Wolfgang Goethe-Universität etablierte sich außerdem ein studentisch-alternatives Umfeld mit vielen Kneipen, Bars und Geschäften, welches auch nach dem Umzug vieler Institute an den Campus Westend erhalten blieb. Im Stadtteilkern befindet sich die Leipziger Straße als bekannte Einkaufsstraße.

## Geschichte

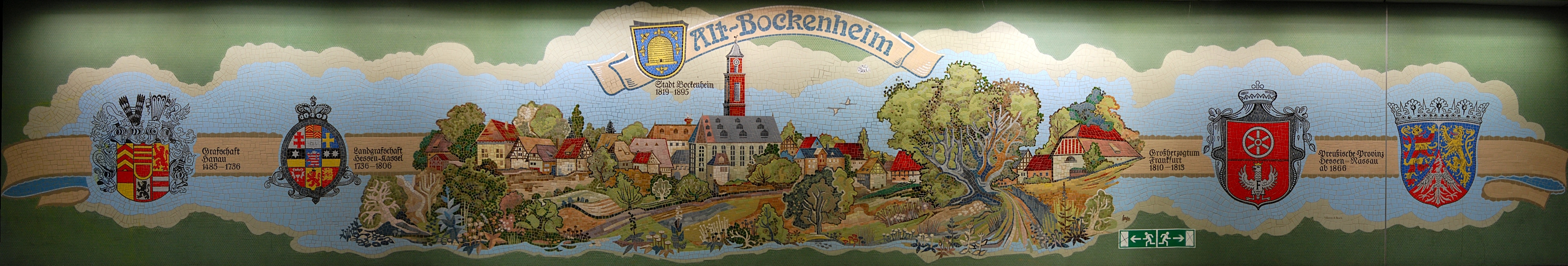
Mosaik im U-Bahnhof Kirchplatz mit Ansicht Alt-Bockenheims

Die Geschichte des heutigen Frankfurter Stadtteils reicht bis in die Jungsteinzeit zurück, wie archäologische Funde beweisen. Die älteste erhaltene Erwähnung von Bockenheim findet sich in einer Schenkungsurkunde zugunsten des Klosters Lorsch, die im Lorscher Codex wie folgt überliefert ist:
Im Namen Gottes übergebe ich, Aliulf, dem heiligen Märtyrer N (Nazarius) Güter. Der Leib des Heiligen ruht im Lorscher Kloster, dessen Vorsteher der ehrwürdige Abt Gundeland (765-778) ist. Es ist mein Wunsch, dass diese Stiftung von ewiger Dauer sei, und ich erwähne ausdrücklich, dass sie vollkommen freiwillig erfolgt. Gemäß nachfolgender Fertigung schenke ich alles, was ich in pago Nitachgowe (im Niddagau), in Suleburc (Seulberg nö. Homburg v.d.H.) und in Bochinheim (Frankfurt-Bockenheim) besitze. Geschehen im Lorscher Kloster am 12. Juni im 16. Jahr (768) des Königs Karl. (Richtig wohl: Pippin der Jüngere, +24. Sept. 768, der Vater Karls des Großen. Karl der Große wurde erst am 9. Oktober 768 wie auch sein Bruder Karlmann I. je zum König der Franken gesalbt. Und der oben erwähnte Abt Gundeland starb im Jahr 779).
Zunächst im königlichen Wildbann Dreieich gelegen, wurde das Dorf 1320 von König Ludwig IV. mit dem gesamten Bornheimerberg an Ulrich II. von Hanau verpfändet. Bis 1713 blieb es bei der Herrschaft und späteren Grafschaft Hanau (von 1456 bis 1642: Grafschaft Hanau-Münzenberg). Nach dem Tod des letzten Hanauer Grafen, Johann Reinhard III., fiel Bockenheim 1736 zusammen mit der Grafschaft an die Landgrafschaft Hessen-Kassel – ab 1803 zum Kurfürstentum Hessen erhoben – das nach dem Preußisch-Österreichischen Krieg 1866 zusammen mit der Freien Stadt Frankfurt von Preußen annektiert wurde (→ Preußische Annexionen 1866). 1819 erhob Kurfürst Wilhelm I. von Hessen-Kassel Bockenheim zur Stadt, um Industrien in der Nachbarschaft des industriefeindlichen Frankfurt anzusiedeln. Tatsächlich ließen sich im Laufe des 19. Jahrhunderts einige Fabriken dort nieder, beginnend mit einer »Chaisen«-Fabrik (1820, Johann Konrad Reifert aus Niederseelbach/Taunus), als auch chemische Werke und Maschinenfabriken. Zum 1. April 1895 schlossen die Städte Frankfurt und Bockenheim dann einen Eingemeindungsvertrag, durch den Bockenheim zu einem Frankfurter Stadtteil wurde.

## Wappen
Das Stadtwappen zeigt einen goldenen Bienenkorb mit fliegenden Bienen auf blauem Grund als Sinnbild des Gewerbefleißes (Stadtprivileg von 1822). Dies ist das älteste Bockenheimer Siegel von 1820. Das Wappen ging in das Logo der Frankfurter Sparkasse von 1822 (ehemals Sparkasse der Stadt Bockenheim) ein und prägte als solches lange Zeit das Bienenkorbhaus an der Konstablerwache.

## Politik
Bockenheim zählt bei Landtagswahlen zum Wahlkreis Frankfurt am Main II, bei Bundestagswahlen zum Bundestagswahlkreis Frankfurt am Main I.
Ortsbeiräte
Die zuständigen Ortsbeiräte sind der Ortsbeirat Frankfurt-Innenstadt II und Ortsbeirat Frankfurt-Mitte-West.
Bürgermeister bis zur Eingemeindung
Die elf Bürgermeister Bockenheims von der Erhebung zur Stadt im Jahr 1819 bis zur Eingemeindung nach Frankfurt 1895 sind:

## Kultur

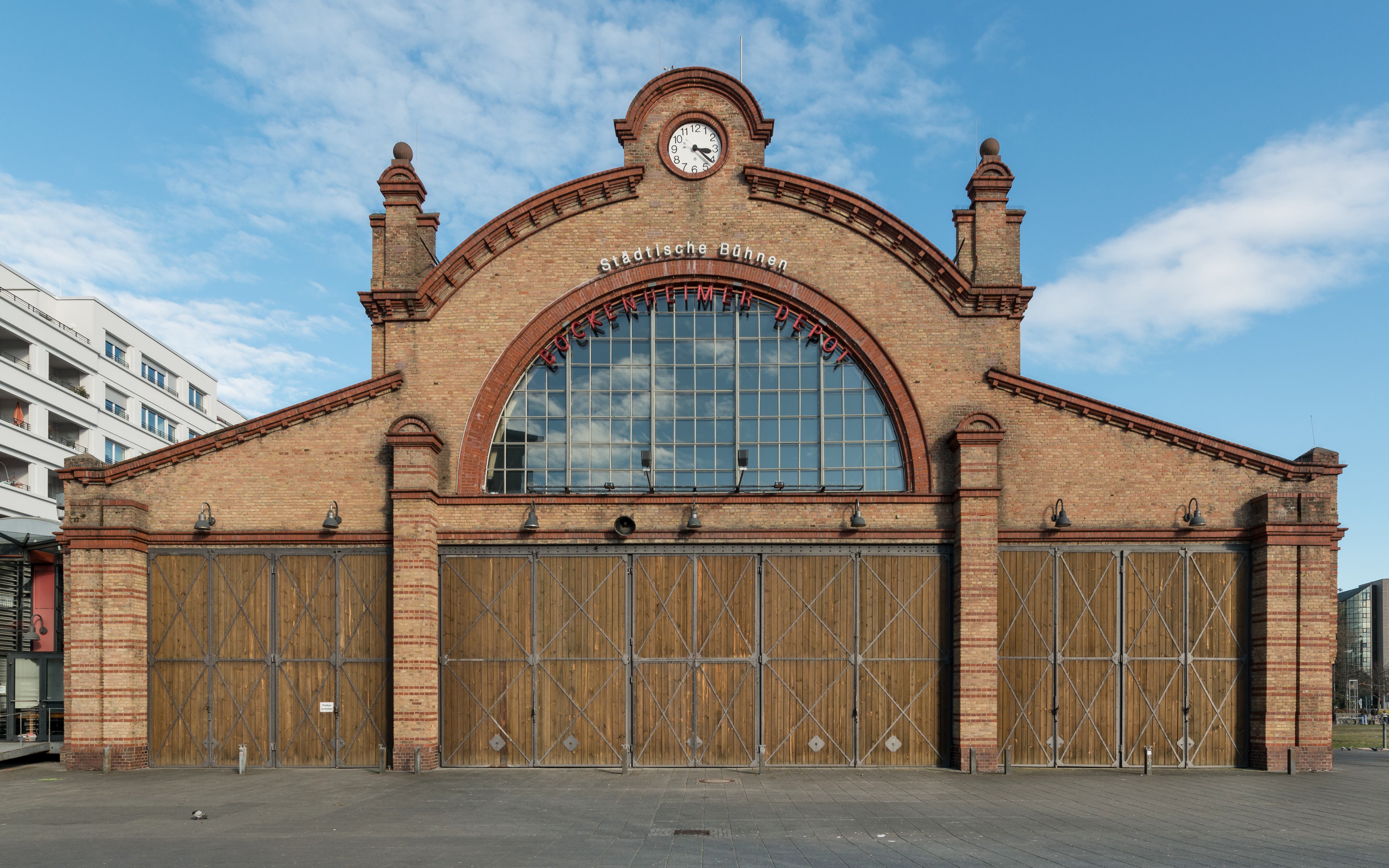
Bockenheimer Depot

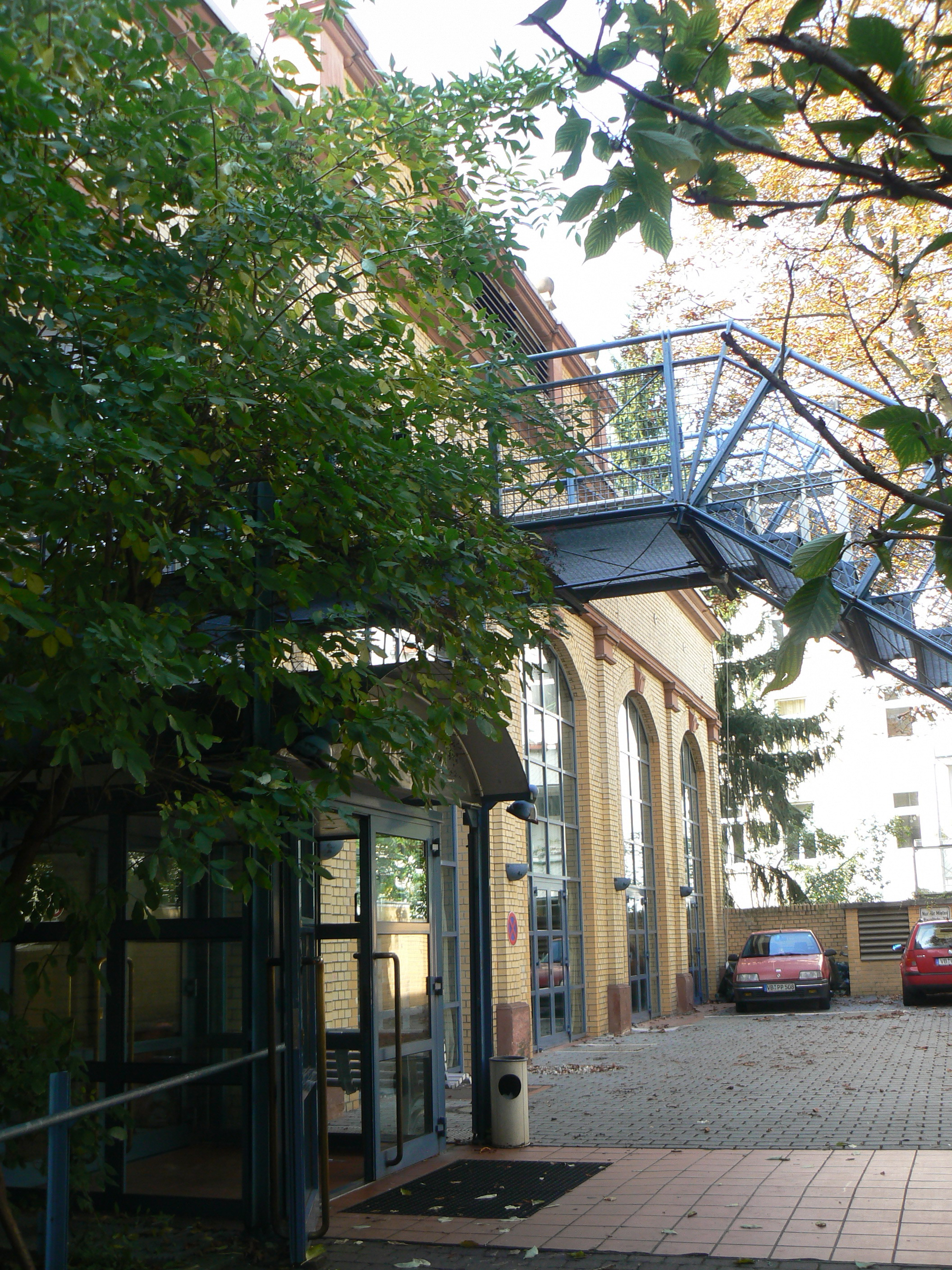
Titania-Saal in der Basaltstr. 23

### Theater
- Das Bockenheimer Depot an der Bockenheimer Warte ist eine Spielstätte der Städtischen Bühnen.
- Die Dramatische Bühne ist ein Ensemble von zwölf Schauspielern und etwa 150 Vorstellungen pro Jahr. Spielort ist zurzeit in der ExZess-Halle, Leipziger Straße 91.
- Titania-Theater in der Basaltstraße 23, eine ehemalige Gastwirtschaft mit Tanzsaal. Hier sprach unter anderem Rosa Luxemburg auf einer Veranstaltung gegen den Ersten Weltkrieg. Diese Rede wurde der Haftgrund. Seit 2005 war das Titania-Theater unter der Leitung von Dionysios Koliopoulos und Romana Schmied (Spensberger) und seit 2010 Spielstätte des „Freien Schauspiel Ensembles im Titania“ unter Leitung von Reinhard Hinzpeter und Bettina Kaminski.
- Bockenheimer Theaterensemble: Mitglied im Landesverband Hessischer Amateurbühnen e. V. mit eigenem Spielplan, aber keiner eigenen Spielstätte.
- ZwischenZeitTheater (ehemals FUN Theater Company): gegründet 1992 von Gerhard Zuleger, Rudolf Mundhenk und Georgios J. Slimistinos in der zu Bockenheim gehörenden Kuhwaldsiedlung. Es erfolgen Kooperationen mit dem Kindertheater Höchst und das Ensemble erhielt 1994 den SPD Jugendpreis Frankfurt, 1996 den Jugendkulturpreis Stadt Frankfurt am Main und im Jahr 2000 den Kindermedienpreis der Stadt Frankfurt für seine Filmproduktionen in Kooperation mit der Medienwerkstatt Frankfurt und mit Frankfurter Kindern im öffentlichen Bereich.
- Das Galli Theater in der Hamburger Allee bietet neben Vorstellungen auch Kurse für Kinder an.[7]
- Die Oper Frankfurt nutzte über mehrere Jahrzehnte hinweg bis Ende 2021 eine Probebühne in der Rödelheimer Landstraße mit 1.200 m² Raumfläche (die im April 2022 abgebrochene frühere Reithalle der Husarenkaserne).

### Museen
- Das Frankfurter Feldbahnmuseum ist ein Verein zur Erhaltung betriebsfähiger Feldbahnfahrzeuge der Spurweite 600 mm mit Sitz in Frankfurt am Main-Bockenheim. Es ist Teil der Route der Industriekultur Rhein-Main und das größte Technikmuseum in Frankfurt.

- Das Geldmuseum der Deutschen Bundesbank bietet Informationen über Geschichte und Funktionsweise des Geldes und verfügt über eine umfangreiche Sammlung von Münzen und Geldscheinen aus aller Welt. Es wird deutlich, welche „Wertgegenstände“ in der Geschichte schon Geldfunktion übernommen haben – von Kaurischnecken über Kakaobohnen bis zu riesigen Steinplatten. Es gibt auch umfangreiche Darstellungen der modernen Geldgeschichte, etwa über die Weltwirtschaftskrise Anfang der 1930er Jahre.

- Die Experiminta (zusammengesetzt aus Experiment und MINT) ist ein 2011 neu eröffnetes Wissenschaftszentrum in Frankfurt am Main, Hamburger Allee. Das Museum umfasst ca. 120 interaktive Versuchsstationen. Anders als in den meisten Museen ist hier ausdrücklich das Ausprobieren und Anfassen erwünscht. Es wird vom gleichnamigen Förderverein betrieben.

### Galerien
In der Tradition der Sammlerin und Kunstliebhaberin Henriette Amalie Prinzessin von Anhalt-Dessau, die u. a. in Bockenheim lebte und die mit ihren über 4000 Büchern und 700 Gemälden 1792 vor General Adam-Philippe de Custine aus Frankfurt ins heimatliche Dessau flüchtete, finden sich auch heute wieder in Bockenheim private Galeriebetreiber, die Künstlern die Möglichkeit der Darstellung ihres Schaffens in der Öffentlichkeit bieten.
- KunstRaum Bernusstraße 18. Der KunstRaum Bernusstraße schafft Freiraum für die Kunst und bietet ein Forum für Künstler und Treffpunkt von Kunstliebhabern und allen Interessierten.
- Galerie Söffing, Hamburger Allee 35. In diesen Galerieräumen finden jährlich fünf bis sechs Ausstellungen vorwiegend konzeptuell ausgerichteter Kunst statt, die Installationen und Skulpturen sowie Fotografie und Malerei umfasst.
- Gallery Dream-Faktory, Grempstraße 11. Diese Galerie sieht sich als kleines „Start-Up“ zur Förderung junger Künstler mit Visionen von Kultur und Action wie z. B. einem Artwalk auf der Leipziger Straße.
- Die sich ebenfalls Galerie nennende Einzelhändlerin, Leipziger Straße 35 Hinterhaus, legt ihren Schwerpunkt mehr in den Verkauf von Kunstdrucken, Postern und Wohnaccessoires.

### Sportstätten
- Zentrum für Hochschulsport der Uni Ffm an der Ginnheimer Landstraße 39. Das frühere IfL (Institut für Leibeserziehung) bietet eine große Auswahl an Hallensport und Leichtathletik.
- Sportfabrik der FTG an der Ginnheimer Landstraße 47 – große Auswahl an Gymnastik-, Fitness- und Gesundheitskursen.
- FTG Frankfurter Turn- und Sport-Gemeinschaft von 1847 J.P. in der Marburger Straße 28 – der größte Sportverein Bockenheims.
- Sportgemeinschaft Frankfurt-Bockenheim von 1898 in der Ginnheimer Landstraße 37
- VfR Bockenheim von 1955 e. V. in der Ginnheimer Landstraße 37 – Spielstätte Bezirkssportanlage West der Stadt Frankfurt
- Boule-Spielplatz in der Zeppelinallee 90. Schräg gegenüber der Frauenfriedenskirche und auf anderen öffentlichen Plätzen Frankfurts wird Boule oder Pétanque gespielt. Die Schirmherrschaft hat der Frankfurter Pétanque Club.

### Regelmäßige Veranstaltungen
- Wochenmarkt donnerstags von 8 bis 18 Uhr an der Bockenheimer Warte
- jährlich im Mai: Anlassen der Wickelmesser (Motorradvereinigung) in der Leipziger Straße mit anschließender Stadtrundfahrt
- jährlich zweiter Donnerstag vor den Sommerferien der Schulen in Hessen: Sommerfest City West (Straßenfest), von 15 bis 22:30 Uhr, auf dem Celsiusplatz (zwischen Voltastraße 76 und 78, ehemals Gelände der Music Hall)

## Schulen

### Grundschulen

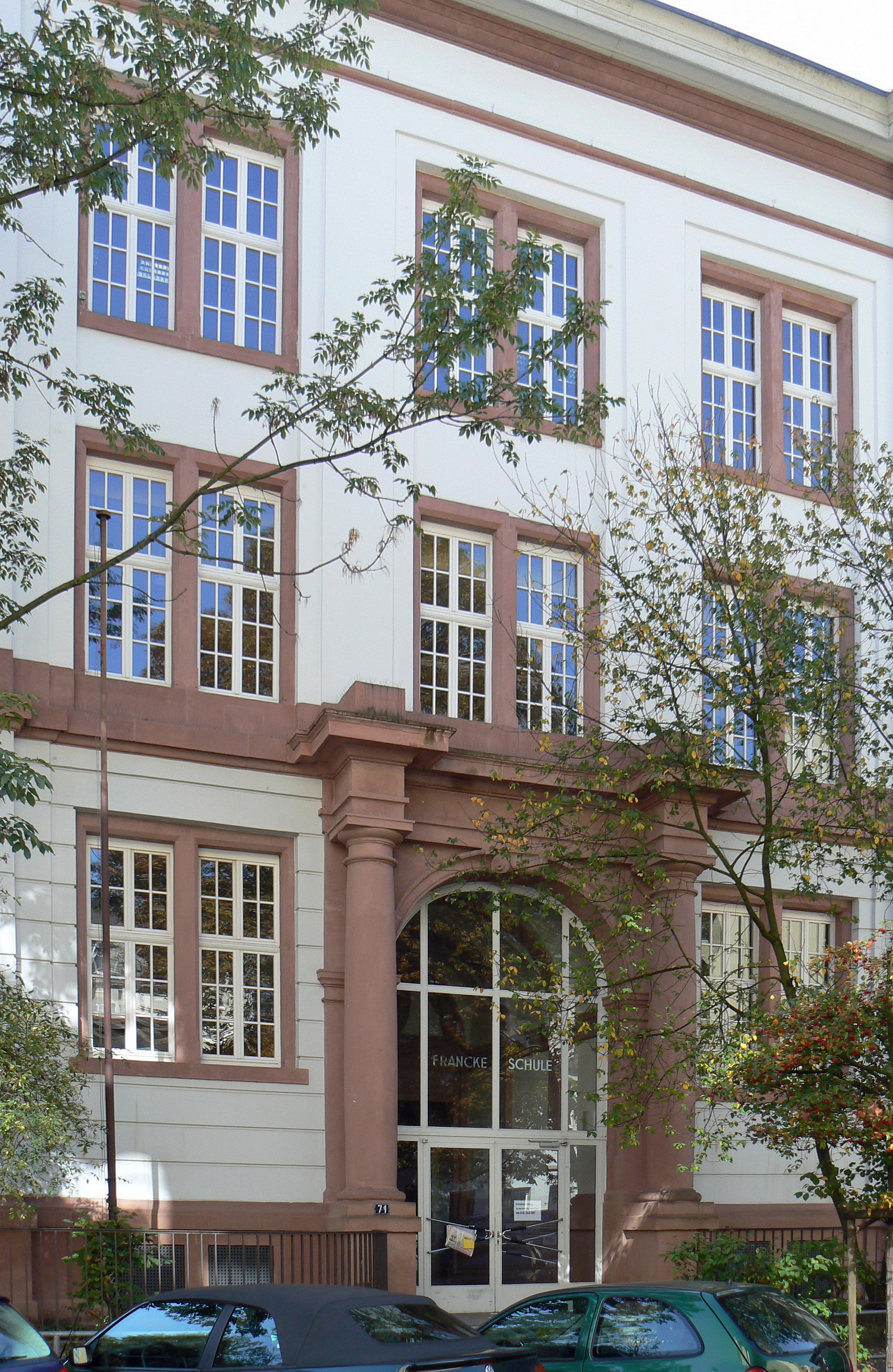
Francke-Schule (Grundschule)

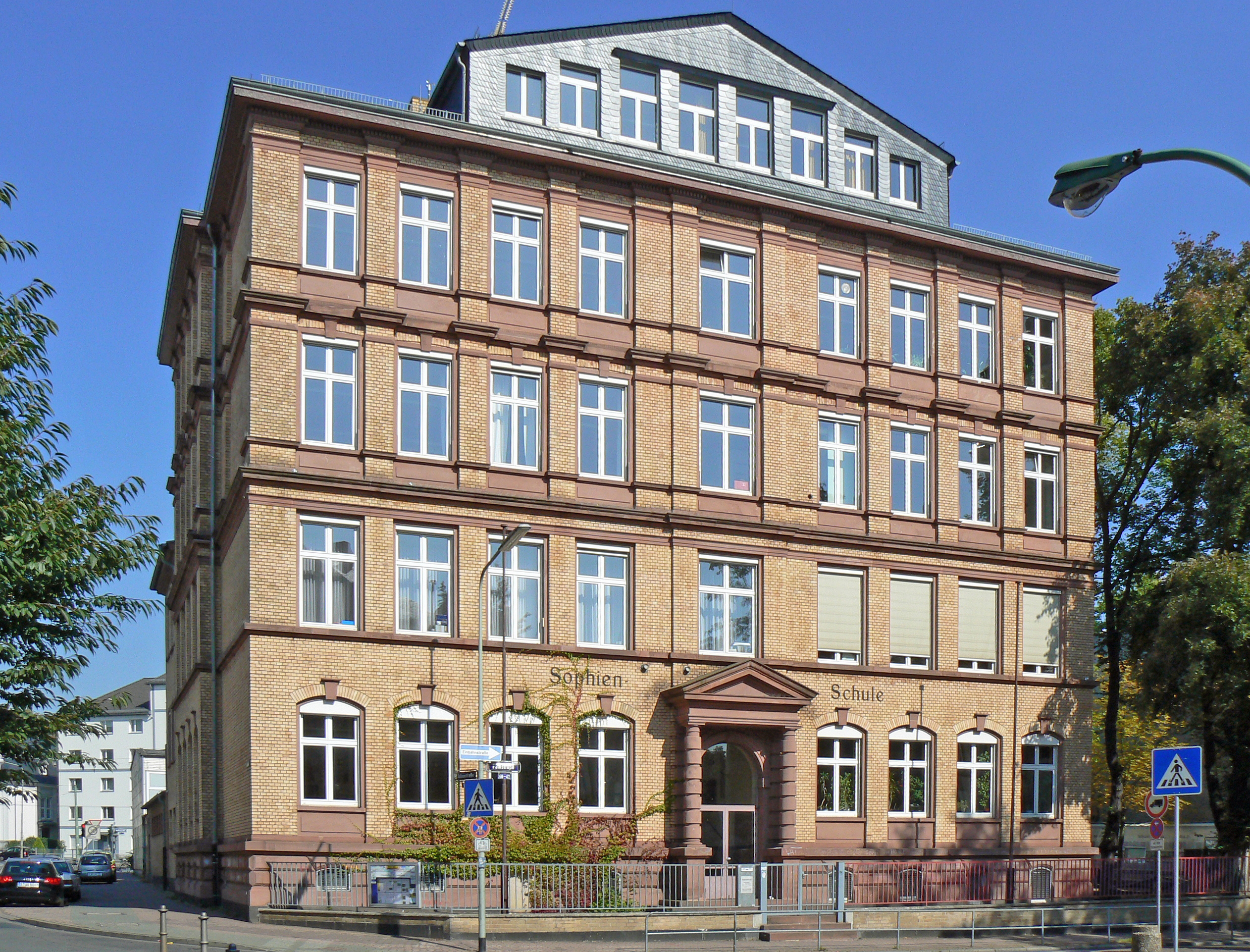
Sophienschule (Hauptschule), seit 2019 JTS Johanna Tesch Schule (ehedem IGS im Frankfurter Norden)

Bockenheim ist in vier Schulbezirke mit je einer Grundschulen aufgeteilt:
- Die Franckeschule in der Falkstraße wurde 1876 erbaut als Bockenheimer Realschule mit für Knaben und Mädchen getrenntem Unterricht, ab 1913 umbenannt in Falk-Mittelschule und ab 1950 benannt nach dem Theologen August Hermann Francke. Wegen einer zweijährigen Sanierung der Franckeschule findet der Unterricht seit 2018 in Containergebäuden hinter der FTG Sportfabrik (Ginnheimer Straße 47) statt.
- Die Bonifatiusschule in der Hamburger Allee 43 ist die Grundschule für das südliche Bockenheim, benannt nach dem Heiligen Bonifatius.
- Die Georg-Büchner-Schule ist eine kooperative Gesamtschule mit Grundstufe in der City West. 2007 genehmigte das Hessische Kultusministerium die Umwandlung zur Integrierten Gesamtschule.
- Die Viktoria-Luise-Schule (bis 2017 Grundschule Rebstock) befindet sich auf dem Rebstockgelände, wo 1912–1936 der erste Frankfurter Flughafen lag. Benannt ist die Schule nach dem Zeppelin LZ 11 „Viktoria Luise“, der u. a. auf dem Gelände stationiert war. Schülerinnen und Schüler der Schule haben den Namen für die Schule gewählt.

### Weiterführende Schulen und Berufsfachschulen
Neben der oben genannten Gesamtschule Georg-Büchner-Schule verfügt Bockenheim über drei weitere weiterführende Schulen:
- Die Hauptschule Sophienschule in der Falkstraße 60 – erbaut 1883 (ehemals Bockenheimer Mädchen-Volksschule) wurde benannt nach Sophie von Brabant, der Stammmutter der hessischen Fürsten. Da der Schulentwicklungsplan keine eigenständigen Hauptschulen mehr vorsieht, wird die Sophienschule im Juni 2019 geschlossen.[8]
- Das Oberstufengymnasium Max-Beckmann-Schule, die ehemalige Liebig-Oberrealschule in der Sophienstraße 70. Das 1913 nach Plänen von Stadtbaumeister Adolf Moritz und Stadtbauinspektor Paul Kanold errichtete, denkmalgeschützte Schulgebäude wurde aufwendig restauriert.
- Seit 2019 bis 2022 Johanna-Tesch-Schule, sechszügige ISG, zeitweise im Schulgebäude der Falkstraße 60, vormalige ISG im Frankfurter Norden.
- Die Neue Gymnasiale Oberstufe (NGO) siedelte Anfang 2018 von ihrem provisorischen Standort in Schulcontainern im Stadtteil Riedberg nach Bockenheim um in die Voltastraße 1a. Der neue Standort des Bildungscampus im Gallus soll etwa 2026 fertiggestellt sein.[9]
- Die Gutenbergschule – eine Berufs-, Berufsfach-, Fachober- und Fachschule in der Hamburger Allee 23 in einem Gebäude von 1909. Der im Krieg teilweise zerstörte Gebäudekomplex wurde wieder aufgebaut und später aufwendig saniert. Die auf dem Gelände errichtete historische Bismarckschule (Eingang Varrentrappstraße) wurde geschlossen.
- Die Frankfurter Schule für Bekleidung und Mode, Berufs-, Berufsfach-, Fachober- und Fachschule ist ebenfalls im Gebäude Hamburger Allee 23 untergebracht.

## Kliniken und Notfalleinrichtungen
Das katholische St. Elisabethen-Krankenhaus geht auf ein 1888 in der Ederstraße errichtetes Krankenhaus der Dernbacher Schwestern zurück. Es wurde 1944 durch einen Luftangriff zerstört und 1945 als Notkrankenhaus an der Ginnheimer Straße wiedererrichtet. Es befindet sich in Trägerschaft der Dernbacher Gruppe Katharina Kasper. Der Mittelteil des St. Elisabethen-Krankenhaus wurde 1888 als Knaben-Volksschule errichtet. Im Krankenhauspark befindet sich ein Nachbau der Lourdes-Grotte. Ein Erweiterungsbau der Klinik wurde 2017 fertiggestellt und die Einrichtungen des Marienkrankenhauses aus dem Nordend wurden dorthin verlagert.
Das Markus-Krankenhaus ist ein evangelisches Krankenhaus der Schwerpunktversorgung an der Ginnheimer Landstraße und der Wilhelm-Epstein-Straße im Norden Bockenheims. Es wurde 1881 in der Falkstraße gegründet und im Februar 1944 bei einem Luftangriff völlig zerstört. 1958 entstand ein Neubau auf der Ginnheimer Höhe, der seitdem kontinuierlich erweitert und modernisiert wurde. Seit 2009 ist es Teil des christlichen Konzerns Agaplesion. Das Krankenhaus verfügt über insgesamt zwölf Fachbereiche, vier Institute, mehrere Kompetenzzentren und rund 700 Betten.
Der Einsatzbereich der Berufsfeuerwehr Frankfurt für Bockenheim wurde dem Standort der Feuerwache 2 im Gallusviertel, Heinrichstraße 2, zugeordnet.
Zum Wachegebiet des 13. Polizeireviers in der Schloßstraße gehören Teile von Bockenheim sowie das südliche Westend.

## Bedeutende Plätze

### Kurfürstenplatz, ehemaliger Marktplatz

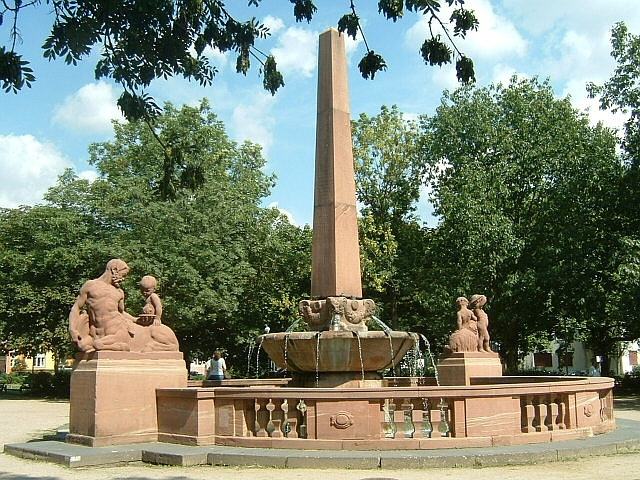
Der Kurfürstenbrunnen in der Mitte des Kurfürstenplatzes.

Der Kurfürstenplatz liegt zwischen Schloßstraße und Großer Seestraße. Sein Name soll an den zeitweise durch Napoleon vertriebenen Kurfürst Wilhelm I. (Hessen-Kassel) erinnern, der 1819 Bockenheim die Stadtrechte verlieh. Der im Zentrum des Platzes liegende Monumental-Brunnen wurde 1913 aus rotem Mainsandstein errichtet und am 23. Mai 1914 eingeweiht. Er ist eine Stiftung von Bockenheimer Bürgern. Architekten waren Caspar Lennartz (1879–1949) und der Frankfurter Bildhauer Emil Hub (1876–1954). Die Figurengruppe des Brunnens hat allegorische Bedeutung. Der Zentaur, ein Fabelwesen, hat einen menschlichen Oberkörper und den Unterkörper eines Pferdes. Dies soll Klugheit und Stärke bedeuten. Er zeigt einem Knaben eine Flamme, was an die bedeutende Bockenheimer Industrie im 19. Jahrhundert erinnern soll. Der Widder und die beiden Knaben, wobei einer der Knabe einen Hirtenstab, der andere eine Sichel mit Ähren trägt, verkörpern die über 1000-jährige Landwirtschaft Bockenheims. Der zehn Meter hohe Obelisk steht für den aufstrebenden Stadtteil. Im aktuellen Frankfurter Brunnenverzeichnis wird er Bockenheimer Obeliskbrunnen (auch Kurfürstenbrunnen) genannt.

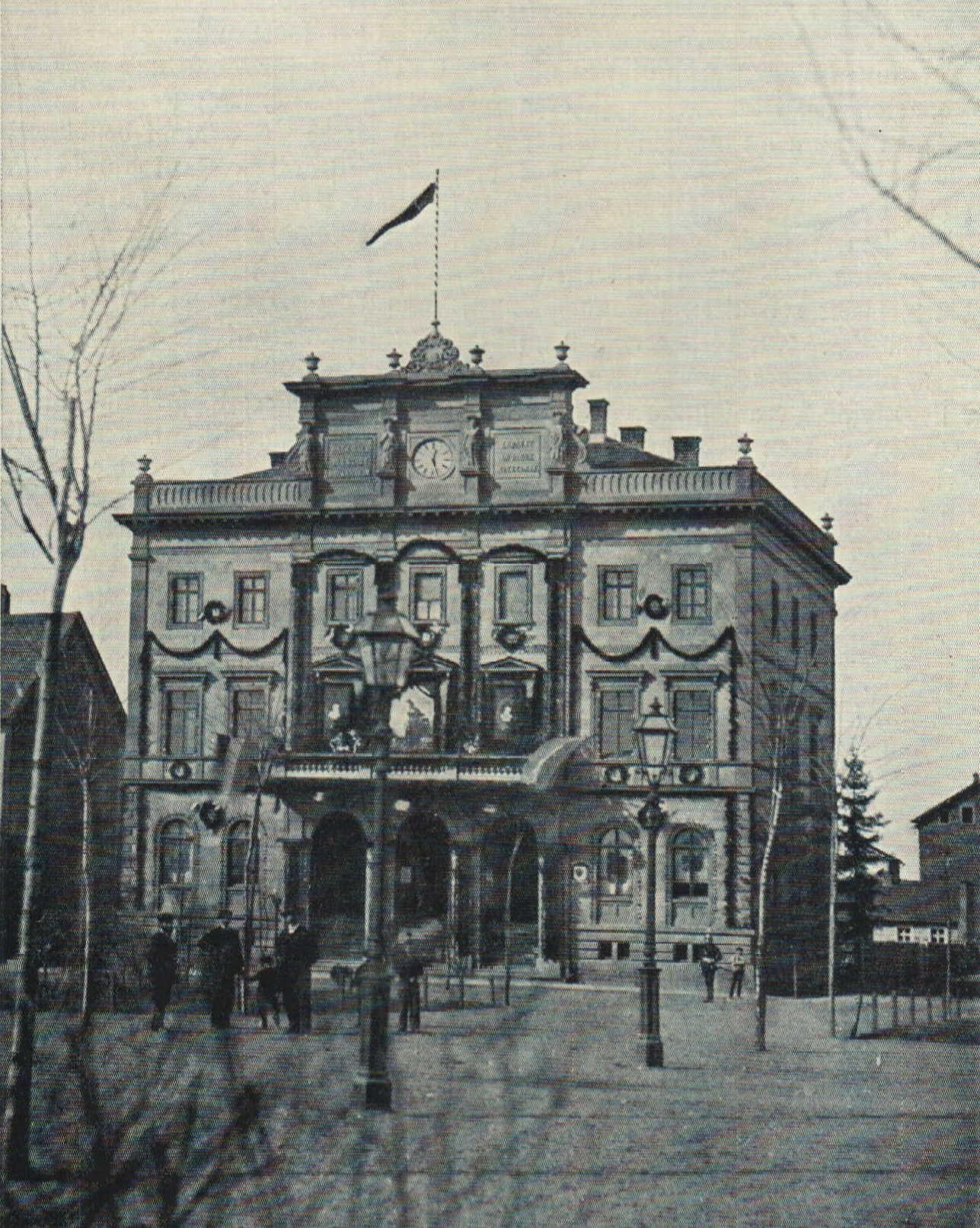
Ehemaliges, 1944 zerstörtes Rathaus der Stadt Bockenheim (1871)

Der Kurfürstenplatz selbst war zuvor ein Sumpfgebiet, das von den bekannten Garten- und Landschaftsgärtnern „Gebrüder Siesmayer“ 1868 für Bockenheim unentgeltlich trockengelegt und gärtnerisch gestaltet wurde. Dadurch sollte ein neuer Marktplatz entstehen. Eine Blickachse ging von der katholischen Kirche St. Elisabeth über die Brunnenanlage bis zum 1869 erbauten damaligen neuen Rathauses der noch selbständigen Stadt Bockenheim. 1895 verlor das Rathaus seine Funktion durch die Eingemeindung in die Stadt Frankfurt. Das Gebäude wurde 1944 durch Fliegerbomben zerstört. Heute steht dort das Bürgerhaus Bockenheim der Saalbau GmbH und die Bereichswache 2A der Frankfurter Feuerwehr (Früher Wache 4 bzw. Bereichswache 20). Die andere Blickachse ging von der evangelischen Markuskirche bis zum heutigen Westbahnhof.
2013 wurde auf einem Teil der Grünflächen des Kurfürstenplatzes eine Containeranlage errichtet, die vorübergehend eine Kindertagesstätte beherbergt.

### Elisabethenplatz

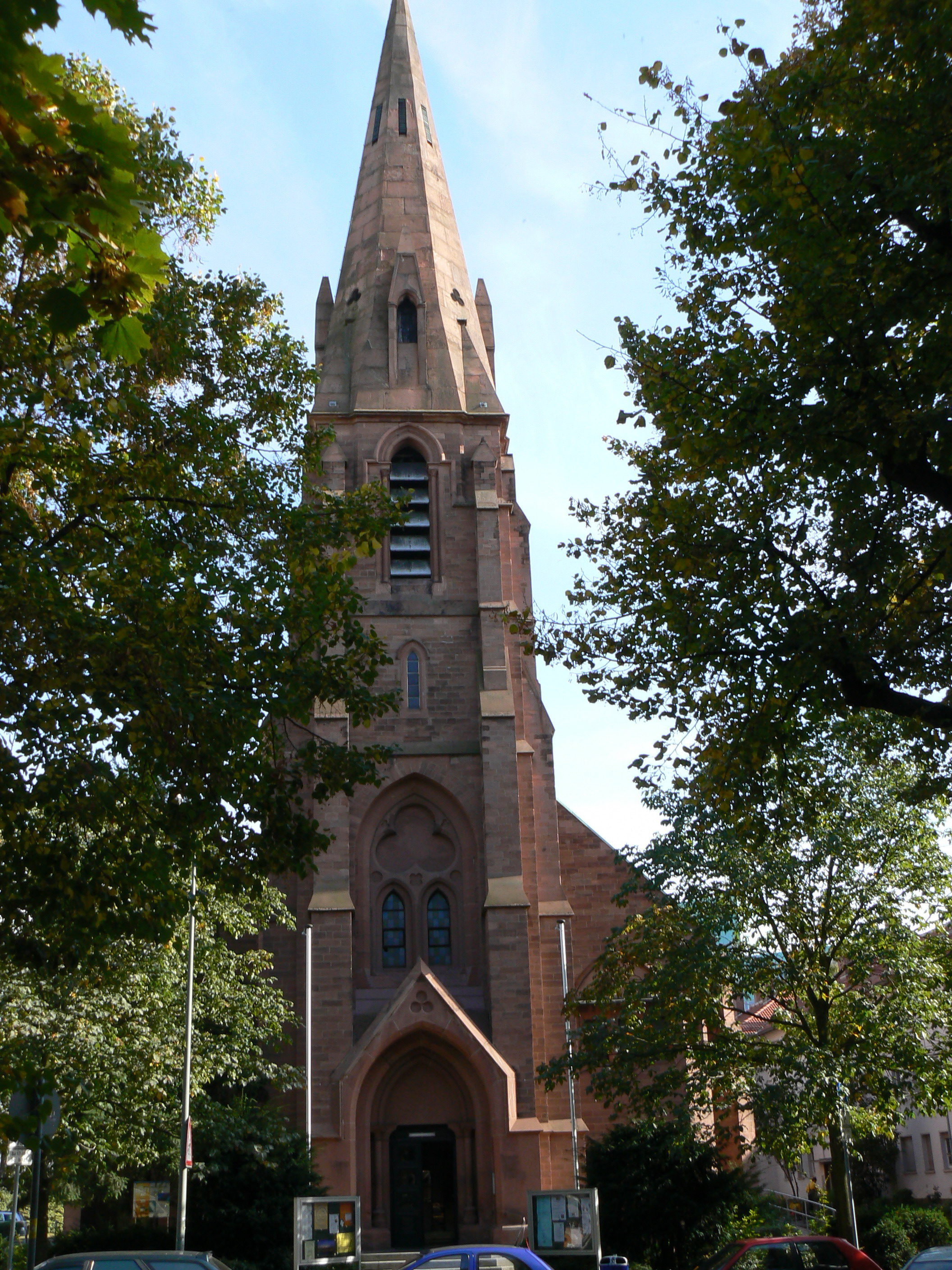
St.-Elisabeth-Kirche auf dem Elisabethenplatz

Der Platz wurde benannt nach der Heiligen Elisabeth von Thüringen (1207–1231). Im Mittelpunkt steht die katholische Kirche St. Elisabeth (Bockenheim), die sich an der südlichen Seite des Kurfürstenplatzes befindet. Wegen ihres sumpfigen Untergrundes soll ihr Ursprungsfundament mit Eichenstämmen gesichert worden sein. Der Kirchenbau wurde 1944 zerstört. Am 30. April 1950 war ihr Wiederaufbau bereits beendet.

### Kirchplatz, historischer Mittelpunkt
Der Kirchplatz gilt als historischer Mittelpunkt des ehemals selbständigen Dorfes Bockenheim, nahe der Jakobskirche der Evangelischen Gemeinde Bockenheim. An seiner Westseite standen ursprünglich u. a. das alte Rat- und Gerichtshaus, das 1754 durch ein Doppelhaus für ein Rathaus und eine Schule ersetzt wurde. Nachdem die Stadt Bockenheim 1869–1871 am Kurfürstenplatz ein neues Rathaus errichtet hatte (im Zweiten Weltkrieg durch Bomben zerstört), diente dieses Doppelhaus als Wohnhaus. 1906 wurde das Gebäude abgebrochen und 1910 durch den noch heute bestehenden Straßenbahner-Wohnblock zwischen Rödelheimer Straße und Fritzlarer Straße ersetzt.

### Hessenplatz
Im westlichen Teil der ehemals selbständigen Stadt Bockenheim wurde – teilweise schon in der Römerzeit – aus 10 bis 14 Meter dicken Schichten Basalt abgebaut. Ausläufer dieses Basaltgesteins aus dem vulkanischen Vogelsberg finden sich bis zur heutigen Nauheimer Straße Nähe Westbahnhof. Neben dem mainischen Rotsandstein war der Basalt ein begehrtes Baumaterial zum Beispiel für Straßenpflasterungen und Fundamente, auch im benachbarten Frankfurt. Die „Große Steinkaute“ am damaligen Steinweg, der heutigen Basaltstraße, wurde später mit Gestein verfüllt und als Hessenplatz zur Grünanlage umgestaltet. 1855 wurde als Randbebauung ein Schlachthof, bestehend aus fünf Gebäuden, und eine Gaststätte mit Tanzsaal, dem späteren Titania-Saal gebaut. Heute befindet sich auf dem Hessenplatz ein Kinderspielplatz, eingerahmt von alten Bäumen.

### Tilly-Edinger-Platz
Der Platz wurde zu Ehren der 1967 verstorbenen Paläontologin Tilly Edinger in Tilly-Edinger-Platz benannt.
Die älteren Bockenheimer nannten diesen Ort einst Königsplätzchen. Hier befand sich ursprünglich das Husaren-Denkmal für die im Ersten Weltkrieg gefallenen Bockenheimer 13er Husaren, welches sich heute in der Senckenberg-Anlage befindet. Zu Ehren von Theodor W. Adorno wurde der Platz 2003 umbenannt und das Adorno-Denkmal aufgestellt, welches 2016 an den Campus Westend verlegt wurde.

### Hülya-Platz

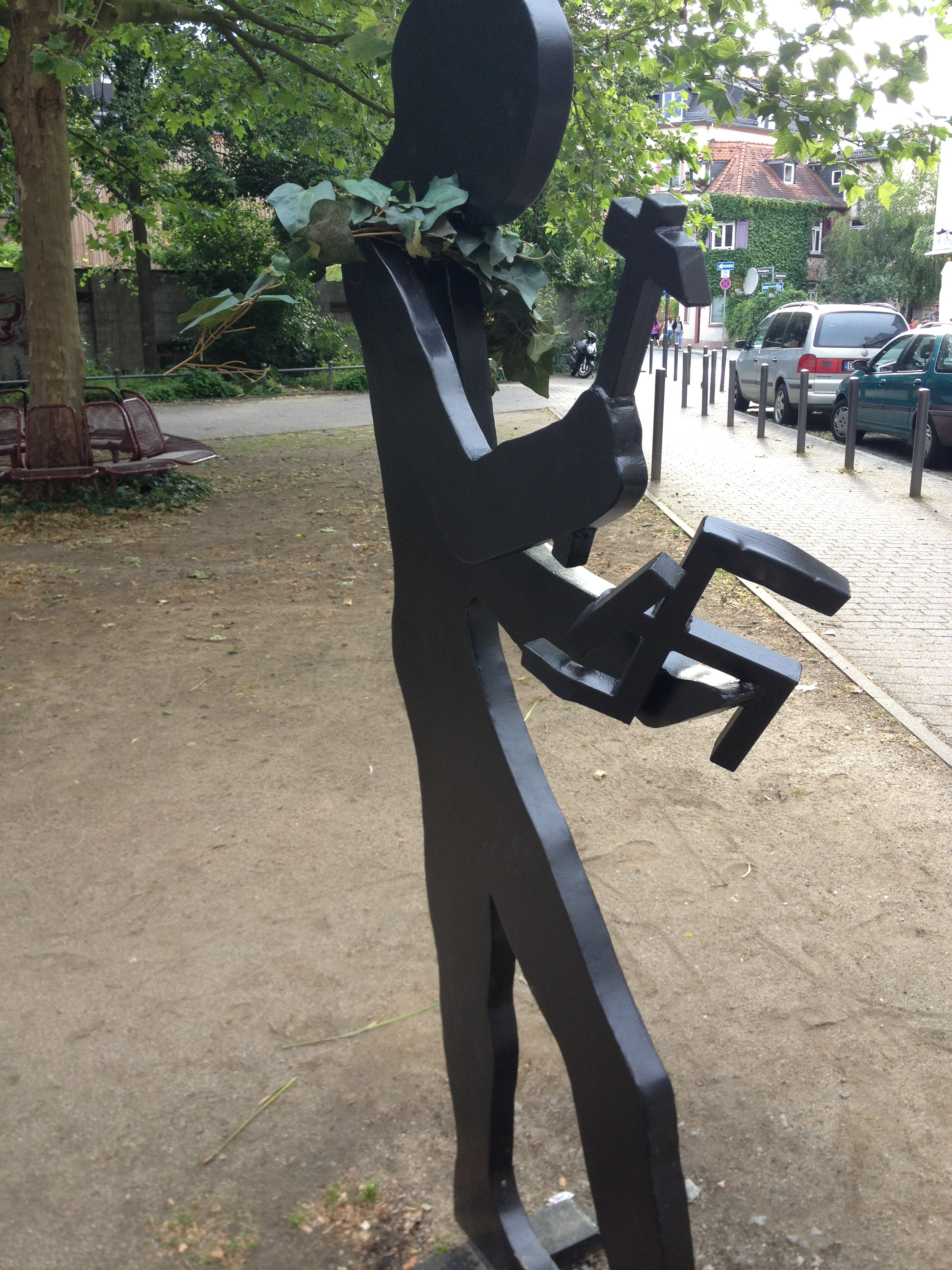
Der neue Hammering Man von 2013

Dieser Platz ist benannt nach Hülya Genç, die am 29. Mai 1993 beim Brandanschlag von Solingen getötet wurde. Sie wurde nur neun Jahre alt. Hülya ist ein arabisch-türkischer weiblicher Vorname und bedeutet Glück, Traum, Fröhlichkeit. Dem Gedenken an Hülya Genç und den vier weiteren Getöteten dieses Brandanschlags wurde der kleine Platz zwischen Friesengasse und Kleiner Seestraße unmittelbar vor einem Alten- und Pflegeheim zum Hülya-Platz ernannt. Von einer Bürgerinitiative wurde eine ca. 2 m hohe Nachbildung der Skulptur Hammering Man aufgestellt, die mit einem Hammer auf ein Hakenkreuz einschlägt. Mittels einer Kurbel konnte man zeitweise diese schlagende Bewegung selbst ausführen. Vandalismus zerstörte bald zunächst diese Mechanik, dann Teile der Skulptur. Auch die Ersatzskulptur wurde verschiedentlich Opfer von Vandalismus. 2013 wurde durch eine Bürgerinitiative eine neue Skulptur des Hammering Man gestiftet.

### Rohmerplatz

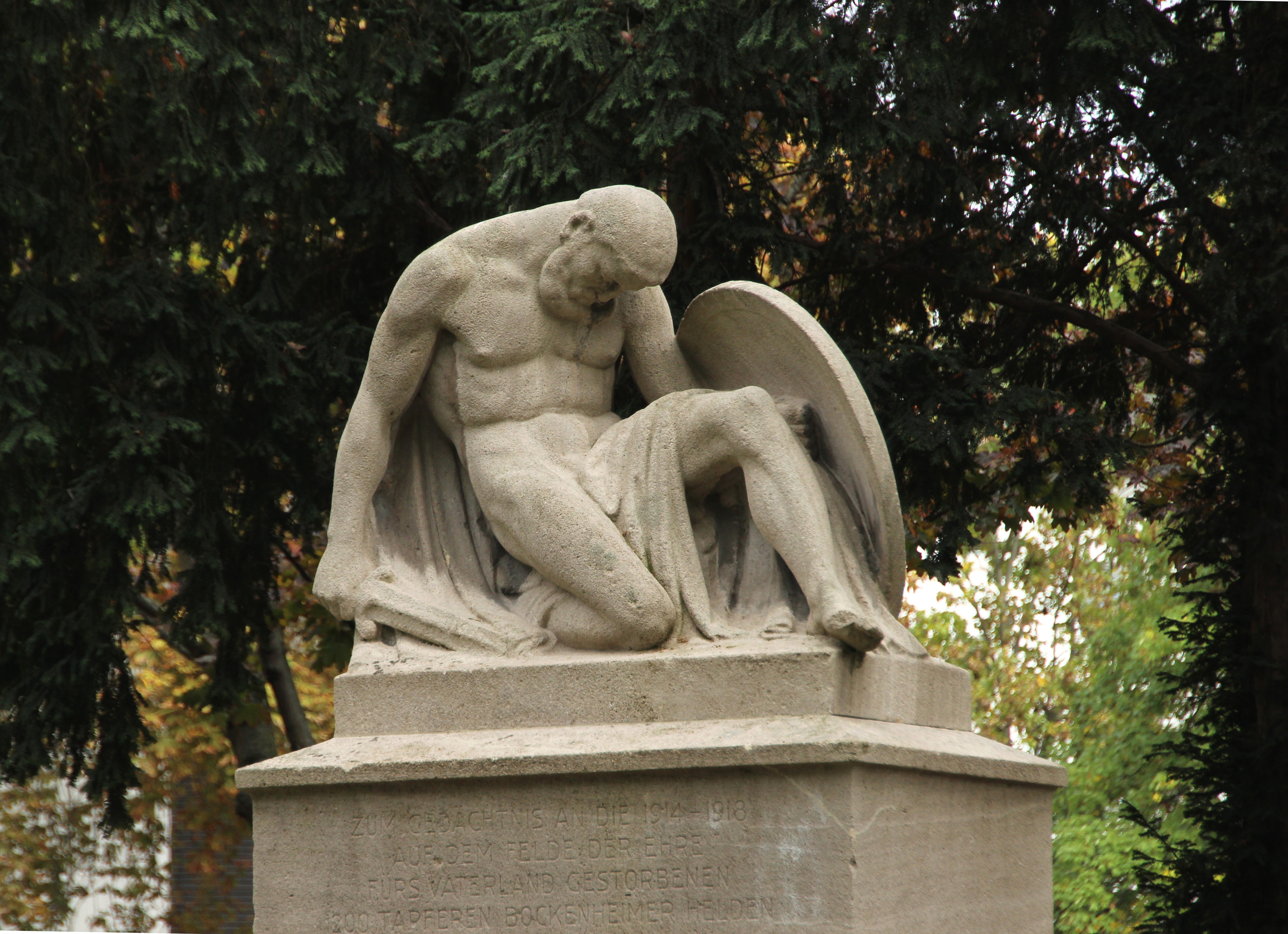
Kriegerdenkmal auf dem Rohmerplatz von Oskar Ufert (1876–1952)

Der Rohmerplatz ist ein zur Erinnerung an die vermögende Familie Rohmer benannter Platz neben der Postfiliale. Hier befand sich ehemals ein 2,2 Hektar großer Park mit einer 1818 von Johann Conrad Rohmer erworbenen Villa (abgebrochen 1905) sowie einer 1835 von Carl Rohmer errichteten Villa (abgebrochen ca. 1921). Das große Gelände wurde anschließend parzelliert und fast vollständig bebaut. Heute steht inmitten der kleinen Grünanlage des Rohmerplatzes umrahmt von alten Bäumen ein Denkmal des Bildhauers Oskar Ufert (1876–1952) für die im Ersten Weltkrieg gefallenen 1200 Bockenheimer Soldaten.

## Parkanlagen

### Von-Bernus-Park

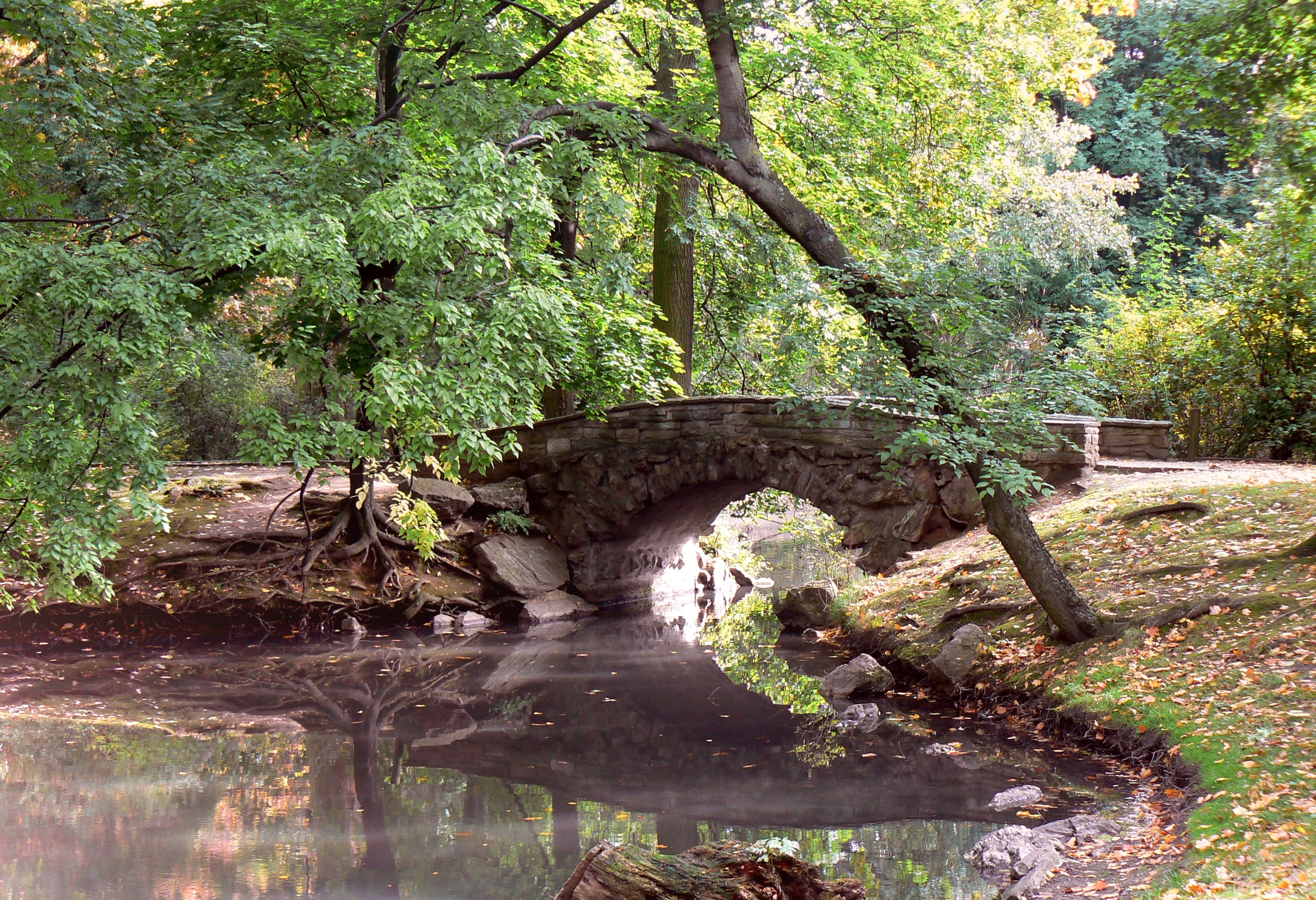
Historische Schlossparkbrücke im Von-Bernus-Park

Der Von-Bernus-Park liegt direkt an der Schloßstraße. Hier befand sich einst ein Barockschlösschen, dessen Bau im Jahr 1771 veranlasst wurde von Prinzessin Henriette Amalie von Anhalt-Dessau, der jüngsten Tochter des Alten Dessauer. Nach ihrem Tod 1793 ging es in den Besitz der Familie von Bernus über. 1944 wurde es bei einem Bombenangriff völlig zerstört. Der Park wurde 1954 von der Stadt erworben. In seiner Mitte befindet sich ein kleiner Teich. Er verfügt über zwei Kinderspielplätze. Der Park und der Teich waren bereits beim Bau des Schlosses angelegt worden. Über eine schmale Stelle führt die historische Brücke.

### Biegwald
Der Biegwald ist ein 18,4 Hektar großer unbewirtschafteter Waldpark in der Stadt Frankfurt am Main. Er liegt in den westlich der Innenstadt gelegenen Stadtteilen Bockenheim und Rödelheim. Das Waldstück ist als Teil des Frankfurter Grüngürtels ein ausgewiesenes Landschaftsschutzgebiet.

### Rebstockpark

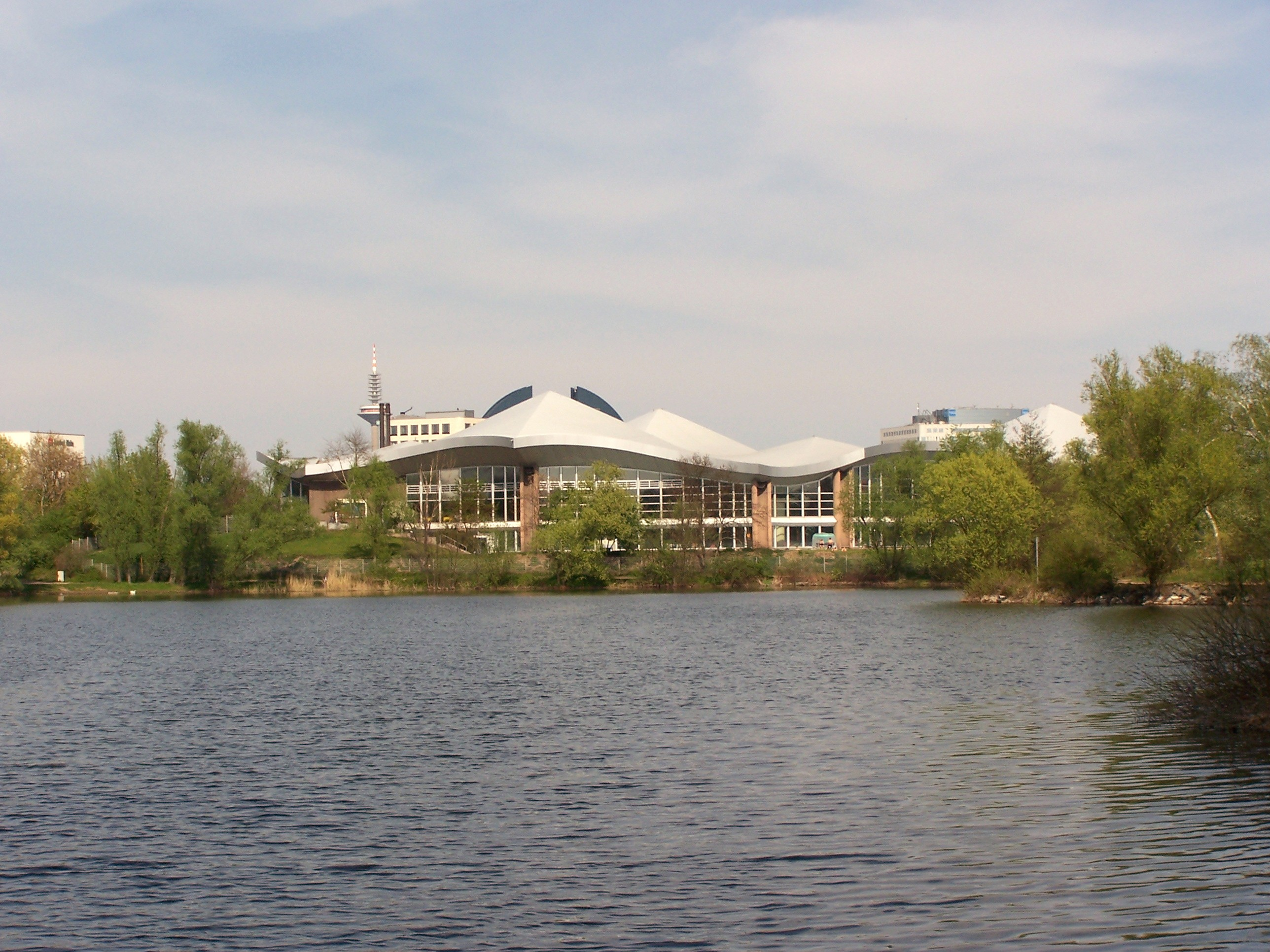
Rebstockweiher mit -bad im -park

Im Südwesten des Stadtteils liegt das Rebstockgelände, das durch den Rebstockpark und das dort errichtete Erlebnisbad Rebstockbad geprägt wird. Historisch stammt das Gelände des jetzigen Rebstockparks von der Patrizierfamilie Rebstock, die dort ein Hofgut bewirtschaftete. 2005 wurde der Rebstockpark eröffnet. Der Rebstockweiher ist der Mittelpunkt des Rebstockparks und ist ein künstlich angelegtes, ruhendes Gewässer ohne Oberflächenzustrom. Er wird ausschließlich aus Grundwasser gespeist.

### Zeppelinpark und Taschenpark Nord
Die 2013 eröffneten, je 10.000 m² großen Parks stellen die Anbindung an den 60.000 m² großen Europagarten dar. Der Zeppelinpark ist ein Landschaftspark mit unterschiedlichen Zonen – Bäumen, Sträuchern, Stauden und Gräsern. Er bietet Spiel-, Sport- und Freizeitmöglichkeiten. Der nördliche Taschenpark verfügt ebenfalls über Spielzonen und eine Spiel- und Liegewiese.

### Volkspark Niddatal

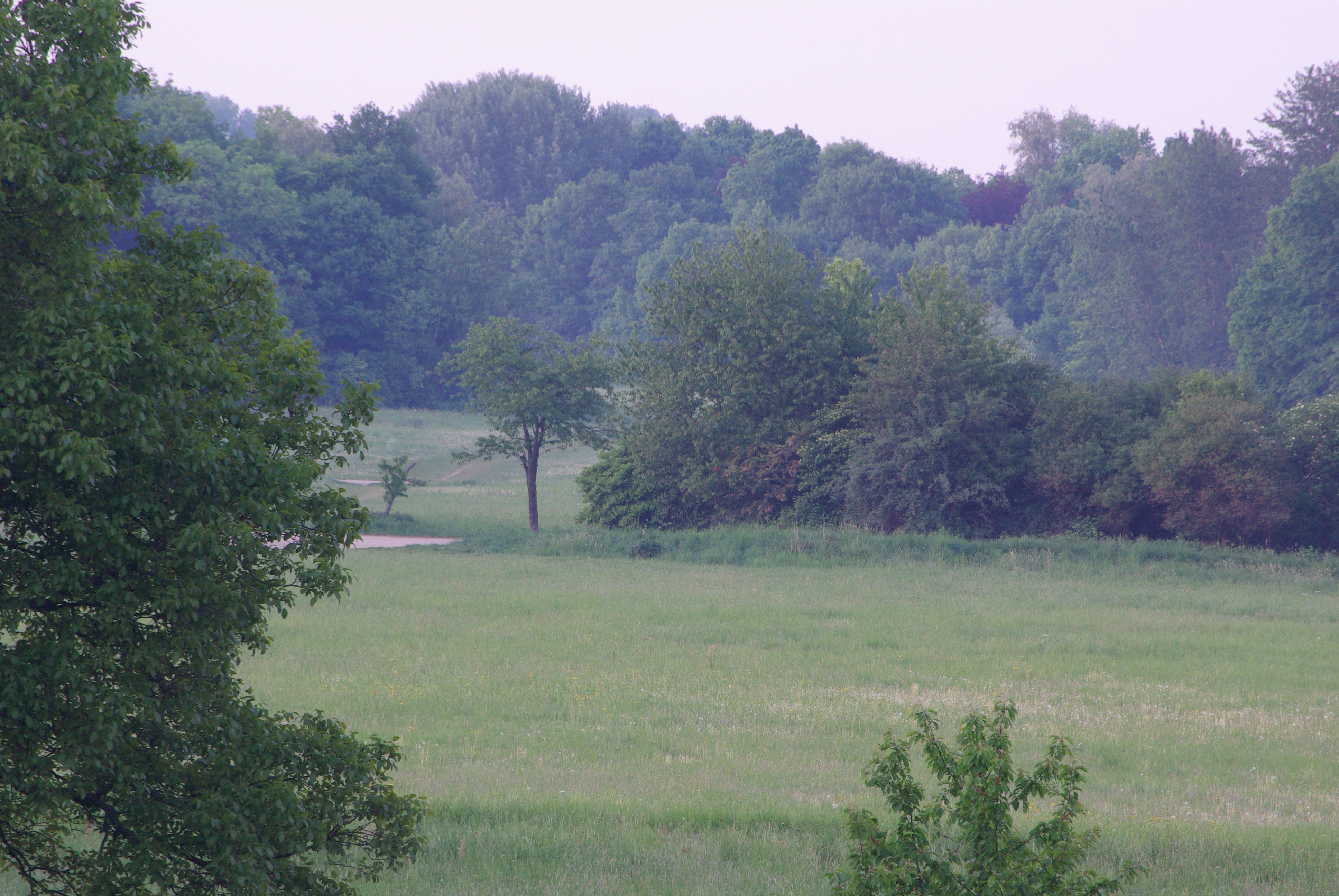
Teilansicht des Volksparks Niddatal

Der Volkspark Niddatal ist mit einer Gesamtfläche von 168 Hektar der größte Park Frankfurts und grenzt neben Bockenheim an mehrere Stadtteile. Der Niddapark wurde zur Bundesgartenschau 1989 auf dem Gebiet der Niddaauen angelegt und nach Ende der Veranstaltung der Öffentlichkeit zugänglich gemacht. Viele Frankfurter nennen den Volkspark Niddatal heute noch Bugagelände. Der Park verfügt über weitläufige, weitgehend naturnah angelegte Wiesenflächen und Wälder und ist als Naherholungsgebiet speziell für Jogger und Hundebesitzer in Frankfurt sehr beliebt. Er verfügt über mehrere Spielplätze.

### Miquelanlage

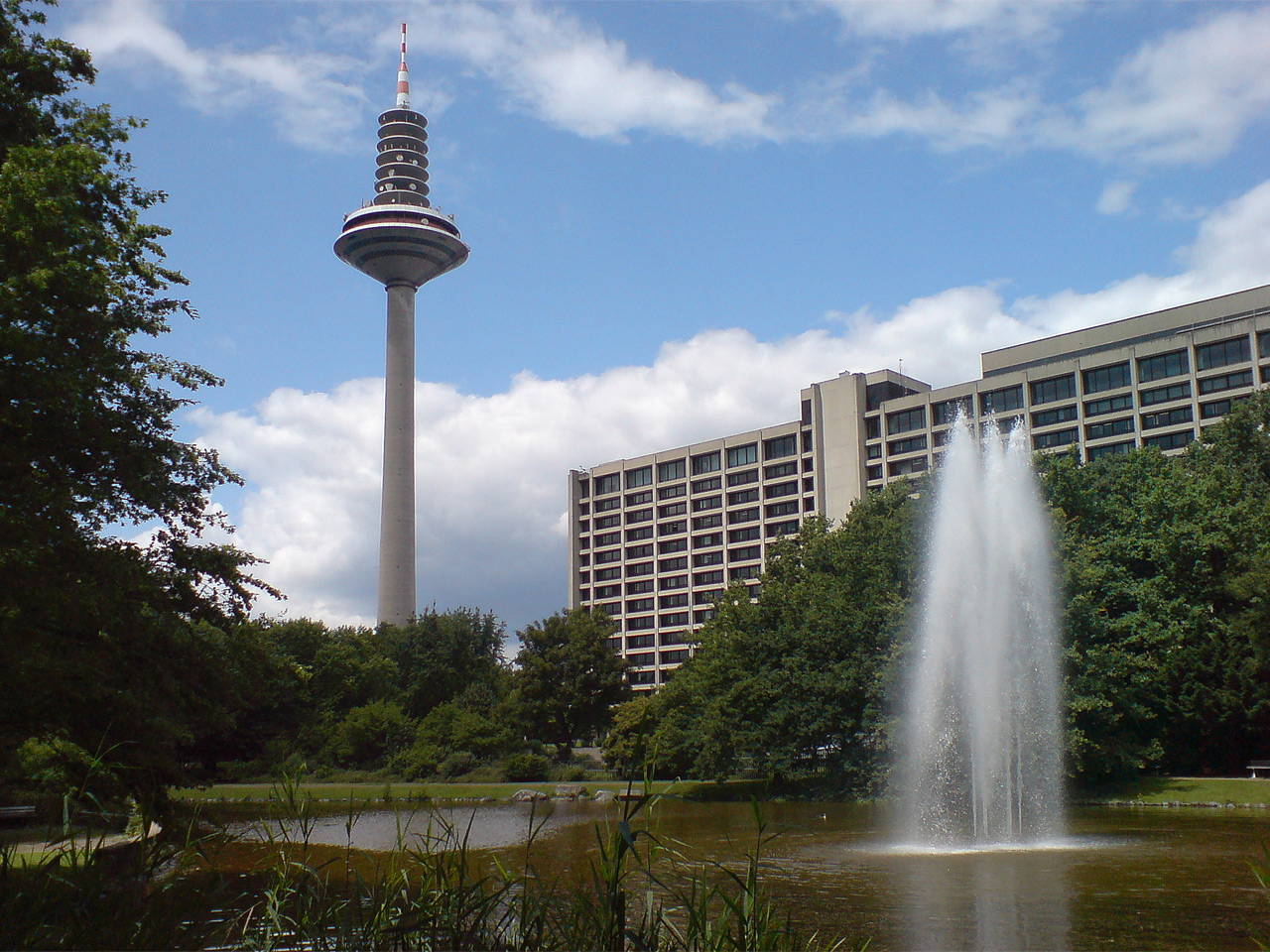
Miquelanlage mit Bundesbank-Gebäude und Europaturm im Hintergrund

Die Miquelanlage wurde Anfang der 1970er vor dem Neubau der Deutschen Bundesbank angelegt. Der Park wurde nach dem Oberbürgermeister der Stadt Frankfurt am Main Franz von Miquel benannt. Die „Miquel-Anlage“ der Deutschen Bundesbank wurde 1978 mit dem Prädikat „Vorbildliches Bauen in Hessen“ ausgezeichnet. Die Anlage wurde 2002 grundlegend saniert und hat einen etwa 5000 Quadratmeter großen Teich mit Wasserfontäne und eine kleine Brücke.

## Friedhöfe

### Historischer Kirchhof Bockenheim (Kirchplatz)
Bis ins 19. Jahrhundert genügte der Kirchhof um die St. Jakobskirche den Anforderungen. Als er seine Aufnahmegrenze erreichte, wurde ein neuer Friedhof weit vor dem damaligen Dorfzentrum in der Solmsstraße angelegt. Der Kirchhof an der Jakobskirche wurde später mehrfach verkleinert und auch überbaut. Einige wenige, verwitterte Grabmäler und eine vorhandene umfassende Mauer erinnern aber heute noch an den ältesten umfriedeten Kirchhof von Bockenheim.

### Alter Friedhof Bockenheim (Solmsstraße)

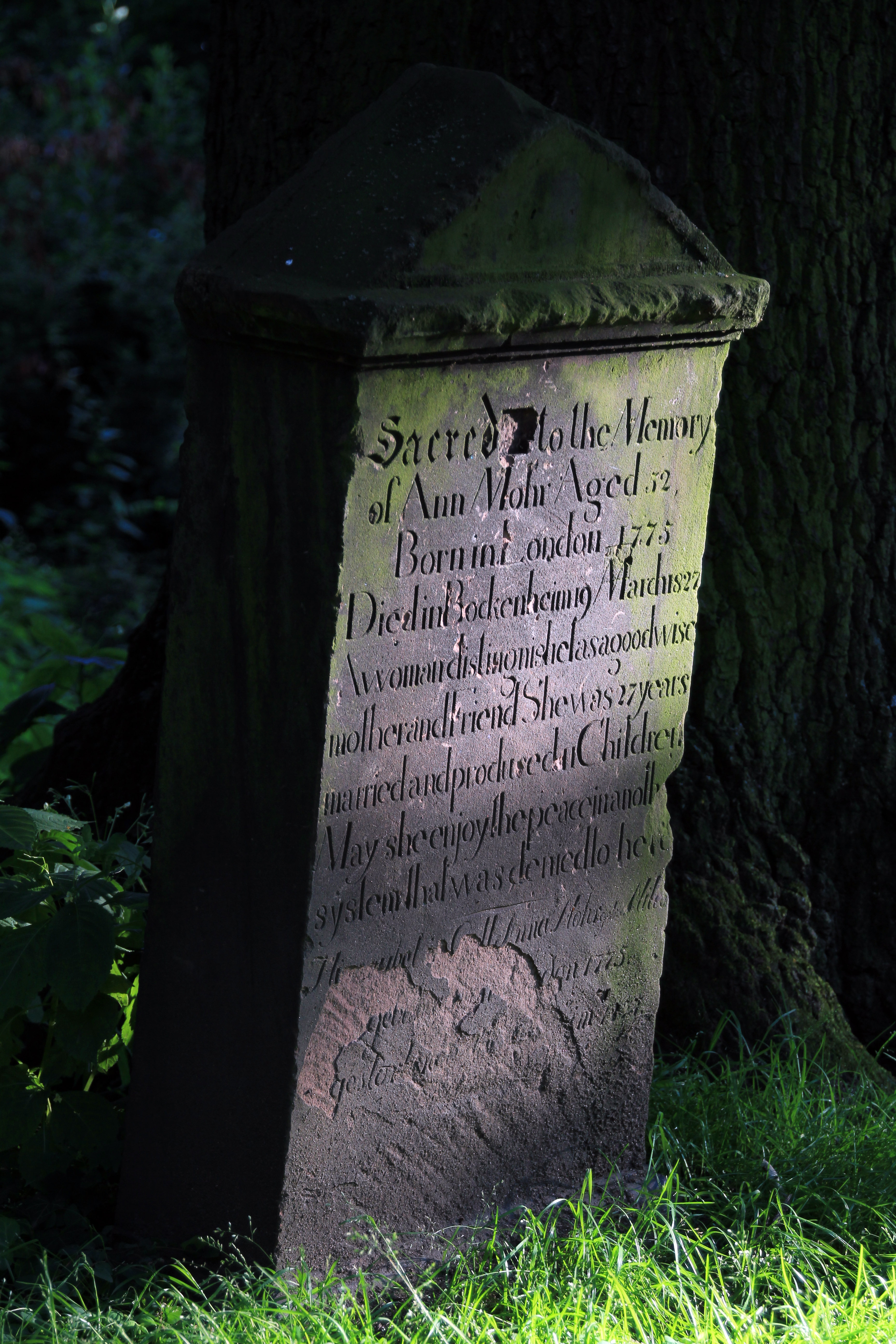
Grabstein auf dem Alten Friedhof Bockenheim

Dieser Friedhof zwischen Solms- und Ohmstraße wurde 1825 als Ersatz für den Jakobskirchhof angelegt, 1871 erweitert und bis 1898 genutzt. Zugunsten von Neubauten wurde er später mehrfach verkleinert. Ein verwittertes Kriegerdenkmal erinnert an drei im Krieg 1870/71 gefallene Bockenheimer Soldaten. Einige Grabsteine sind noch erhalten. Eine Gedenktafel in der Friedhofsmauer erinnert an die hier bestatteten Friedrich Wilhelm Delkeskamp (Kupferstecher), an Carl Wilhelm Ferdinand Guhr (Kapellmeister am Frankfurter Stadttheater) sowie an Anton Schindler (erster Biograph Beethovens). 1878 wurde der Bockenheimer Friedhof Solmsstraße durch den Neuen Friedhof Bockenheim in der Ginnheimer Landstraße ersetzt. 2012 wurde eine umfassende Umgestaltung der als Park genutzten Anlage abgeschlossen, bei der unter anderem zahlreiche erhaltene Steine ausgegraben und zu einem Gräberfeld zusammengefügt wurden.

### Neuer Friedhof Bockenheim (Ginnheimer Landstraße)
Der neue Bockenheimer Friedhof liegt an der Ginnheimer Landstraße 97 an der Grenze zum Stadtteil Ginnheim. Er wurde 1878 seiner Bestimmung übergeben und entstand auf dem Gelände einer Brauerei, wobei das Sudhaus vorerst zur Trauerhalle umgebaut wurde. 2005 wurde die jetzige Trauerhalle letztmals von der Stadt umfassend saniert.

### Jüdischer Friedhof (Sophienstraße)

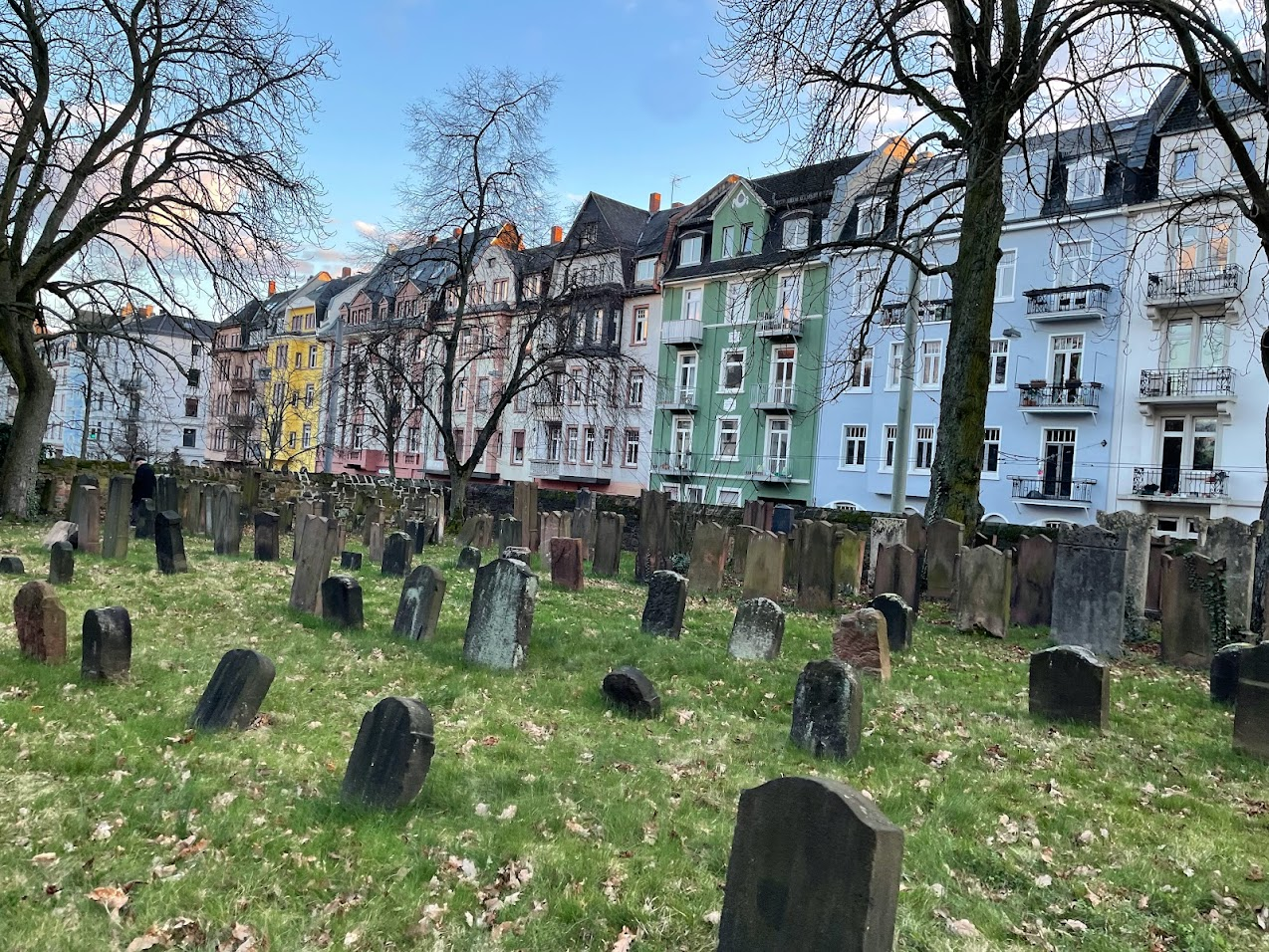

Der alte jüdische Friedhof von Bockenheim befindet sich an der Sophienstraße. Der Zeitpunkt seiner Entstehung ist unbekannt, belegt wurde er bis Anfang des 20. Jahrhunderts. Von einer hohen Mauer umgeben, ist das 1641 Quadratmeter umfassende Areal von der Straße nicht einsehbar. Es sind etwa 300 Steine erhalten.
Weiterhin gibt es einen Reihe von Stolpersteinen, die an das Leben der Juden und anderen Verfolgten des Nationalsozialismus in Bockenheim erinnern sollen.

## Sonstige Einrichtungen
- Das Kundenzentrum West der Bundesagentur für Arbeit Frankfurt am Main befindet sich Hersfelder Straße 25.
- Das Verwaltungsgericht Frankfurt am Main befindet sich in der Adalbertstraße 18–22.
- Das Sozialrathaus Bockenheim, zuständig für Bockenheim, Westend-Süd und Rödelheim, befindet sich in der Rödelheimer Straße 45.
- Der Saalbau Bockenheim der Saalbau GmbH bietet am Kurfürstenplatz einen Festsaal für 180 Personen und vier Clubräume verschiedener Größe zur Nutzung an.
- In der Salvador-Allende-Straße 11 ist der Nachbarschaftsheim Frankfurt am Main Bockenheim e. V. angesiedelt, ein Verein der freien Jugendhilfe, der u. a. einen festen Jungentreff, Mädchen- und Elternarbeit sowie Ferienprogramme anbietet.
- Auf dem Gelände des ehemaligen Schönhofs errichtete die Stadt Frankfurt 1961 das preisgekrönte schallisolierte Musikübungszentrum MÜZ in der Rödelheimer Straße 38. Hier wird durch die städtische Saalbau GmbH im Obergeschoss eine Veranstaltungsfläche für ca. 240 Personen für Proben, Versammlungen und Konzerte angeboten. Im Parterre sind zwei mittelgroße Übungsräume mietbar.
- In der Leipziger Straße 91 befindet sich das Stadtteilinformationsbüro kurz Stadtteilbüro Bockenheim der Bürgerinitiative Zukunft Bockenheim.

## Verkehrsanbindung
Der Stadtteil verfügt über hervorragende Verkehrsverbindungen und ist an zwei Autobahnen angebunden. Über die Anschlussstelle Miquelallee an die Bundesautobahn 66 sowie über den Katharinenkreisel an die Bundesautobahn 648. Beide Autobahnen schließen westlich von Bockenheim an die Bundesautobahn 5 an.
Die zentrale Wohn- und Geschäftsstraße dieses Stadtteile ist die Leipziger Straße.

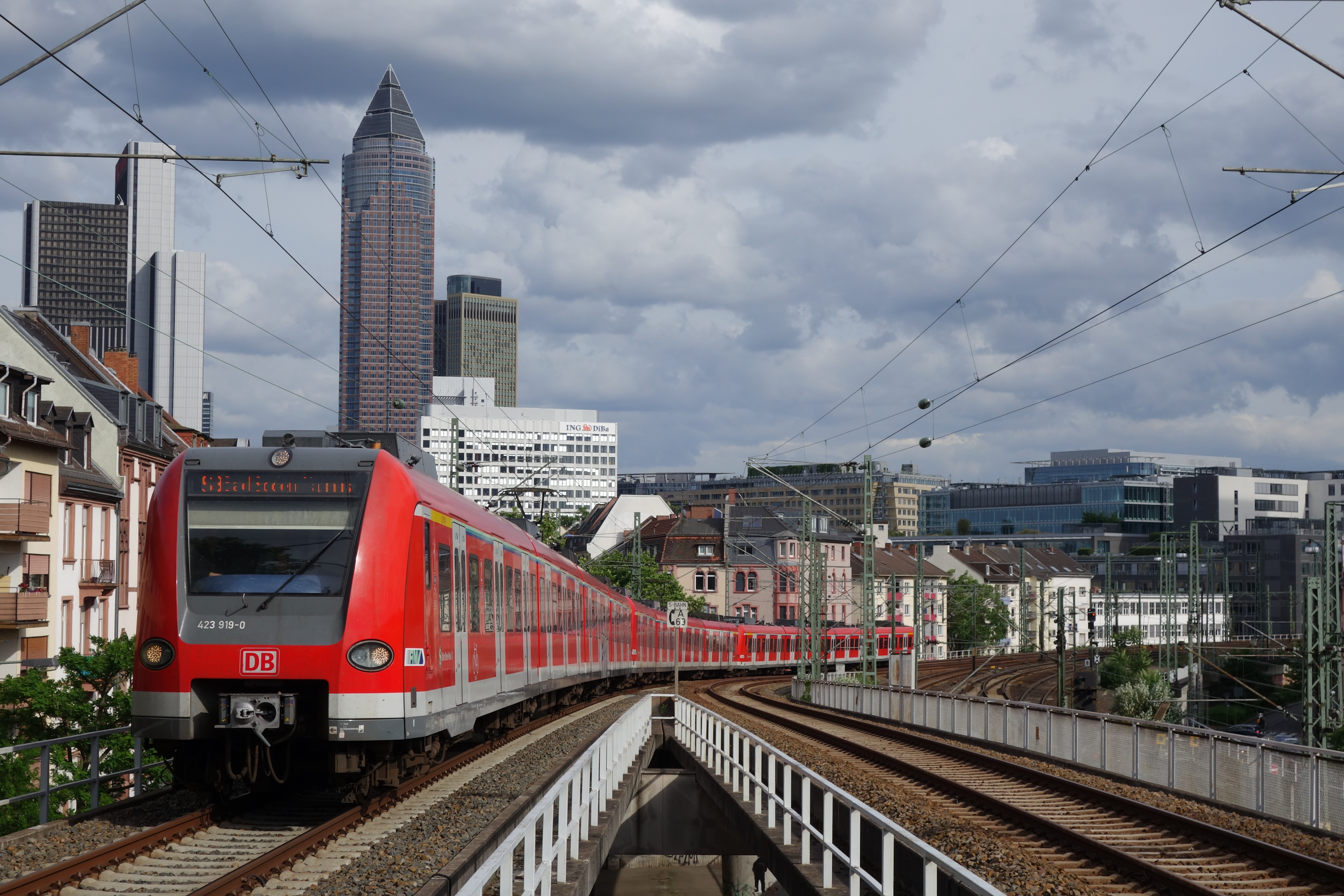
S-Bahn bei Einfahrt in den Hochbahn-Abschnitt des Westbahnhofs

Seit 1850 hat Bockenheim mit dem Westbahnhof einen eigenen Bahnhof und Anschluss an die Eisenbahn. Anschlussgleise führten in die Solms- und in die Adalbertstraße bis zur Bockenheimer Warte. Die noch bestehende Blickachse vom Bahnhof über den Kurfürstenplatz bis zur Markuskirche wurde damals angelegt. Heute halten hier vornehmlich die S-Bahn und Züge des Regionalverkehrs. Eine Erweiterung bzw. Entzerrung dieses Regionalverkehrs mit Auswirkungen einer teilweisen Entlastung des Westbahnhofs wird aktuell mittels der Regionaltangente West geplant.
Über den U-Bahn-Knotenpunkt Bockenheimer Warte besteht Anschluss zu den U-Bahn-Linien U4 (Enkheim-Bornheim–Hauptbahnhof–Bockenheimer Warte) und U6/U7 (Ostbahnhof/Enkheim–Hauptwache–Industriehof–Heerstraße/Hausen).
Die Straßenbahnlinie 16 durchquert auf ihrem Weg von Ginnheim nach Offenbach Bockenheim in Nord-Süd-Richtung. Die Linie 17 verkehrt über Bockenheim zwischen Neu-Isenburg und dem Rebstockbad.
Es gibt zahlreiche Busverbindungen der Linien 32, 34, 36,50, 72,73, 75 sowie die Nachtbuslinien N1, N2 und N11.
Eine ganze Reihe von Schiffen wurde nach dem Frankfurter Stadtteil benannt: Liste von Schiffen mit dem Namen Bockenheim

## Persönlichkeiten
- Jacob Leisler (1640–1691), in Bockenheim geboren, als Gouverneur von New York hingerichtet
- Henriette Amalie von Anhalt-Dessau (1720–1793), lebte etwa 40 Jahre lang in Bockenheim und war die Erbauerin des im Zweiten Weltkrieg zerstörten Bockenheimer Schlösschens und damals größte Grundbesitzerin.
- Johann Konrad Reifert (1781–1856), Wagnermeister aus Niederseelbach, 1820 Mitgründer der Reifert’schen Chaisenfabrik in Bockenheim, Pionier der Industrialisierung Bockenheims
- Carl Wilhelm Ferdinand Guhr (1787–1848), Musiker, Komponist, Dirigent, langjähriger Frankfurter Theaterdirektor
- Joseph Zocchi von Morecci (1787–1880), österreichischer Generalmajor, lebte lange in Bockenheim und starb dort. Er gilt als leiblicher Vater des Seligen Paul Josef Nardini (1821–1862)
- Friedrich Wilhelm Delkeskamp (1794–1872), Landschaftsmaler, Radierer, Kupferstecher und Verleger
- Anton Felix Schindler (1795–1864), Musiker, Musikschriftsteller, erster Biograph Beethovens
- Bernhard Joseph Baer (1799–1864), Antiquar und Buchhändler
- Georg Knodt (1804–1908), Unternehmer und Stifter eines Kinderheims
- Leopold Joseph Baer (1805–1861), Antiquar und Buchhändler
- Gabriel Riesser (1806–1863), Vize-Präsident der Nationalversammlung von 1848
- Klemens Reifert (1807–1878), Großindustrieller und langjähriger Bürgerausschuss-Vorsteher im damals noch selbständigen Bockenheim, Sohn des Johann Konrad Reifert
- Hermann Joseph Baer (1811–1881), Antiquar und Buchhändler
- Johann Christian Heerdt (1812–1878), Bockenheimer Landschaftsmaler, Schwager von Friedrich Wilhelm Delkeskamp
- Heinrich Siesmayer (1817–1900), Gartenarchitekt, Schöpfer des Palmengartens und der Parkanlagen in Bad Nauheim, Bad Homburg vor der Höhe und Wiesbaden
- Julius Wurmbach (1831–1901), seit 1872 Fabrikant der Eisengießerei Josef Wurmbach in Bockenheim, Namensgeber zweier Bockenheimer Straßen
- Johann Georg Temme (1835–1915),  deutscher Kommunalpolitiker und Abgeordneter des Provinziallandtages der preußischen Provinz Hessen-Nassau, Bürgermeister von Bockenheim zwischen 1879 und 1890
- Theodor Alexander (1835–1920), Jurist und Abgeordneter des Provinziallandtages der Provinz Hessen-Nassau
- Wunibald Braun (1839–1912), Mitgründer der Hartmann & Braun AG, Bockenheim
- Franz Rücker (1843–1908), zeitweise Direktor der Bockenheimer Perlenfabrik, Stifter einer Armenkasse, Bockenheimer Straßennamenspatron
- Rudolf Krügener (1847–1913), Gründer des Photochemisches Laboratorium und Fabrik photographischer Apparate Bockenheim
- Adalbert Hengsberger (1853–1923), letzter Bockenheimer Bürgermeister bis zur Eingemeindung 1895, danach erster Stadtrat, Namenspatron der Adalbertstraße; vorher Schöne Aussicht, bzw. Nassauer Straße
- Emil Sulzbach (1855–1932), Bankier, Komponist, Mäzen, Straßennamenspatron
- Heinrich Voigt (1857–1937), Unternehmer u. a. der Firma Voigt & Haeffner
- Robert Forell (1858–1927), Bockenheimer Kunstmaler
- Julius Wurmbach jr. (1860–1926), Sohn und Erbe von Julius Wurmbach, Erbauer der Villa Wurmbach in Berlin-Dahlem, Wohnsitz des deutschen Bundespräsidenten
- Philipp Siesmayer (1862–1935), Gartenarchitekt und Chef der Firma Gebr. Siesmayer in Bockenheim, Schlossstraße
- Maria Calvelli-Adorno (1865–1952), Sängerin und Pianistin
- Heinrich Ludwig (1865–1952), Bockenheimer Heimatforscher
- Theodor Walter (1869–1933), Schuldirektor und Mitglied des Provinziallandtages der Provinz Hessen-Nassau
- Georg Hartmann (1870–1954), Unternehmer, Seniorchef der Bauerschen Gießerei; 1950 Ehrenbürger der Stadt Frankfurt
- August Jaspert (1871–1941), er war Stadtrat, Rektor der Kaufungerschule und Gründer des Kinderdorfes Wegscheide und fand seine letzte Ruhe auf dem Friedhof Bockenheim.
- Waldemar Braun (1877–1954), Bockenheimer Industrieller
- Otto Loewe (1878–1938), bis 1933 Chefarzt des Markuskrankenhauses, umgebracht von SA-Schergen, Bockenheimer Straßennamenspatron
- Richard Hildmann (1882–1952), Politiker der Christlich-Sozialen Partei in Österreich und Bürgermeister der Stadt Salzburg
- Karl Schwarzkopf (1884–1954), Jurist, Verwaltungsbeamter und Politiker
- Hermann Bull (1885–1947), deutscher Maler der Düsseldorfer Schule
- Adolf Schindling (1887–1963), Unternehmer, VDO-Werke, zeitweise größter Arbeitgeber Bockenheims
- Max Braun (Ingenieur) (1890–1951), gründete 1921 in Bockenheim in der Jordanstraße die Keimzelle des späteren Elektrogeräteherstellers Braun
- Goetz Schrader (1908–1997), Pionier der Fotokameratechnik; Unternehmer, Plaubel-Kamera
- Walter Hesselbach (1915–1993), in Bockenheim, Falkstraße, geborener und aufgewachsener deutscher Bankmanager der ehemaligen Bank für Gemeinwirtschaft
- Wilfried Braun (1917–1999), Bockenheimer Industrieller, letzter Vorstand der Hartmann & Braun AG
- Ernst Gerhardt (* 1921), in Bockenheim geborener Kommunalpolitiker, Frankfurter Stadtkämmerer
- Heinz Ulzheimer (1925–2016), erfolgreichster Leichtathlet Frankfurts und zweifacher Bronzemedaillengewinner in Helsinki 1952; betrieb lange auf der Schloßstraße als gelernter Kfz-Meister eine Aral-Tankstelle und Kfz-Werkstatt.
- Lothar Zenetti (1926–2019), katholischer Priester und Buchautor (verfasste unter anderem die Weihnachtsgeschichte auf Frankfurterisch)
- Ralf Sommerlad (1952–2015), Artenschützer, Autor und Naturfotograf
- Matthias Röhr (* 1962), Gitarrist der Rockband Böhse Onkelz
- Manfred Binz (* 1965), Fußballspieler von VfR Bockenheim 1955 e. V., Eintracht Frankfurt und deutsche Fußballnationalmannschaft
- Alexander Schur (* 1971), Fußballspieler von VfR Bockenheim 1955 e. V., Eintracht Frankfurt